# HEART/NATURAL/On Your Mark
HEART/NATURAL/On Your Mark è un singolo del duo giapponese Chage & Aska del 1994. Il videoclip animato è stato diretto dal fondatore dello Studio Ghibli, Hayao Miyazaki.

## Tracce
- HEARTH
- NATURAL
- On Your Mark (オン・ユア・マーク?, On yua māku) - 6:31

## Videoclip
Nel 1995 il duo musicale Chage&Aska, molto noto in Giappone, commissiona allo Studio Ghibli un video musicale. Se in un primo momento Miyazaki non si sentiva adeguato a realizzare immagini per un video musicale, ben presto si rese conto del potenziale espressivo che poteva sviluppare grazie ai tempi del videoclip stesso.
In sei minuti e quaranta secondi, Miyazaki, poco curandosi del testo del brano, realizza un'opera emblematica della sua poetica, che raccoglie molte delle sue tematiche preferite.

### Trama
La storia è ambientata in un futuro nel quale il mondo è contaminato dalla radioattività. Durante un raid della polizia nella sede di una setta religiosa, due poliziotti rinvengono una creatura angelica, forse una ragazza mutante, svenuta e incatenata. I due poliziotti riescono a rianimarla, ma la ragazza viene subito portata via dagli scienziati probabilmente per condurre su di lei esperimenti scientifici in segreto. Passano i giorni, ma i due poliziotti non possono dimenticare la ragazza, convinti che sia ancora viva e preoccupati per la sua triste sorte. Riescono con uno stratagemma a liberarla dall'istituto di ricerca e, dopo una fuga disperata fuori dalla città in una campagna deserta e radioattiva, la lasciano volare via.

### Produzione
Il videoclip, costato la considerevole cifra di 100 milioni di Yen (**oltre 750.000 Euro**) è stato prodotto dal 5 gennaio al 27 maggio 1995, qualche tempo prima dell'inizio della lavorazione di Princess Mononoke. Il progetto, a cui hanno partecipato i più promettenti giovani animatori dello Studio Ghibli, si avvale anche dell'utilizzo della computer grafica per alcune ambientazioni, che si integra perfettamente con l'animazione tradizionale. Uno dei motivi per cui Miyazaki avrebbe accettato di realizzare il videoclip sarebbe proprio stata la possibilità di sperimentare tale tecnica di animazione, che verrà in seguito utilizzata per Princess Mononoke, La città incantata e Il castello errante di Howl.

### Riferimenti

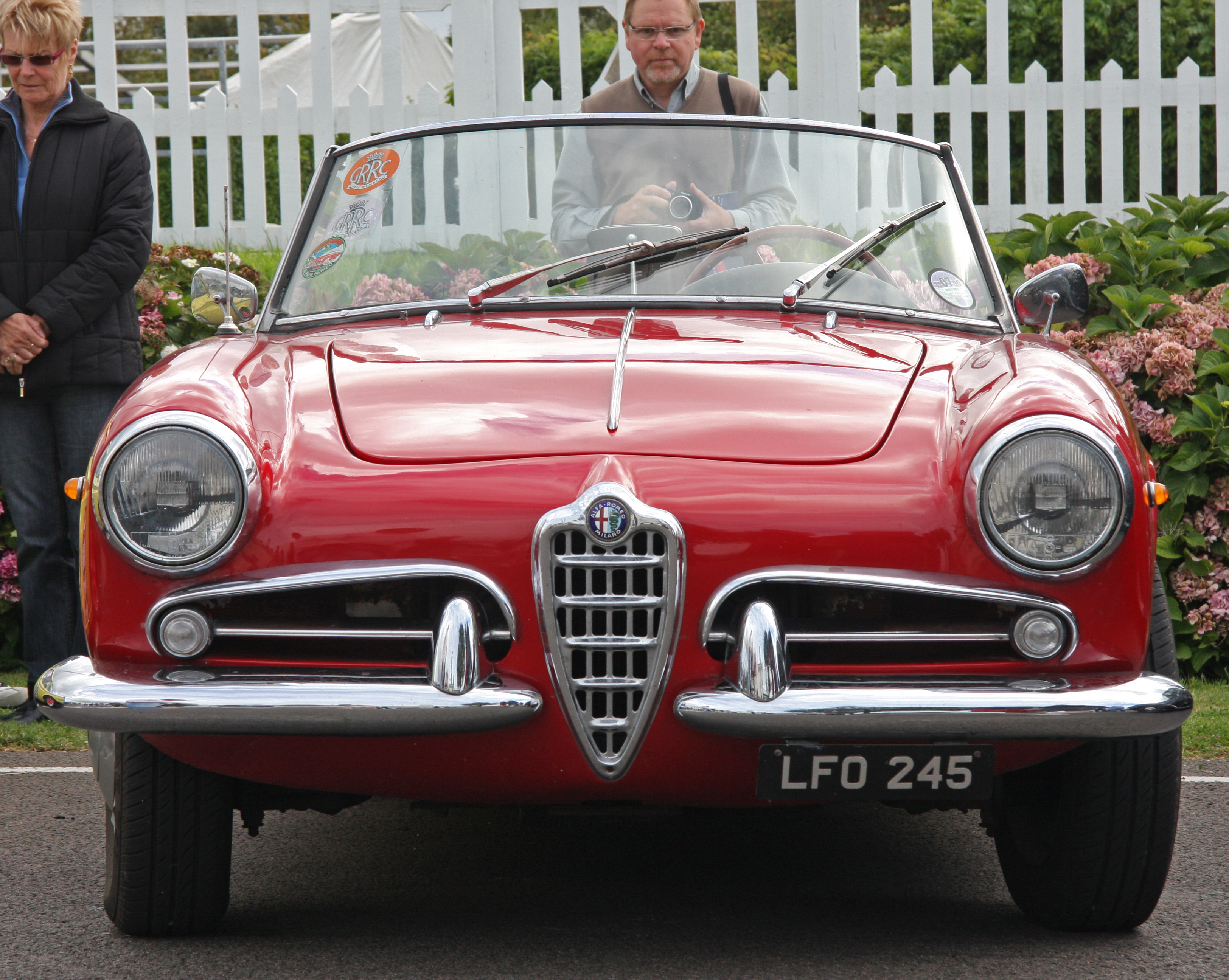
La Giulietta Spider utilizzata dai protagonisti durante la fuga

- Il video fa riferimento al disastro di Černobyl', dopo il quale il reattore della centrale nucleare dovette essere totalmente ricoperto dal cosiddetto "sarcofago" di cemento. L'enorme costruzione che campeggia sul villaggio disabitato all'esterno della città ricorda questo evento[2].
- Oltre ai cartelli sul pericolo delle radiazioni presenti un po' dovunque, all'uscita del tunnel che immette nella campagna radioattiva si notano scritte come "Attenti ai raggi del sole" e "Fine della zona di sicurezza", che ricordano il mondo post-olocausto presente in Nausicaä della Valle del vento.
- La stanza piena dei corpi dei membri della setta della Chiesa di San Nova (il cui slogan era "Dio ti guarda"), fa pensare ad un suicidio collettivo come quello perpetrato negli Stati Uniti dai membri del Tempio del popolo alcuni anni prima della produzione del videoclip.
- L'automobile utilizzata nella fuga dalla città dai due poliziotti e dalla ragazza-angelo è una Alfa Romeo Giulietta Spider gialla. L'utilizzo di un'automobile d'epoca, italiana, con il tetto apribile e di colore giallo è una citazione della Fiat 500 gialla utilizzata da Lupin III e Daisuke Jigen. Tra l'altro uno dei due poliziotti è spesso ritratto con la sigaretta in bocca, proprio come Jigen.